# 雅江野丁香
雅江野丁香（学名：Leptodermis buxifolia f. strigosa）为茜草科野丁香属黄杨叶野丁香下的一个变型。

## 扩展阅读
- 維基物種上的相關：雅江野丁香